# Faia Younan
Faia Younan (arabiska: فايا يونان), född 20 juni 1992 i al-Malikiyya i Syrien, är en assyrisk-svensk sångerska och den första artisten från Mellanöstern som fick sin musikkarriär gräsrotsfinansierad. Hon slog igenom med poesi- och sångvideon ”To our countries” på Youtube hösten 2014. Hennes första album heter A sea between us och innehåller nio låtar, bland annat singeln Ohebbou Yadayka.
Younan föddes i en byn i al-Malikiyah och växte upp i staden Aleppo. Vid elva års ålder flyttade hon till Sverige med sin familj och bosatte sig där tills hon flyttade till Skottland 2010 för att studera samhällsvetenskap. Under våren 2015 bestämde hon sig för att bli professionell sångerska och flyttade till Beirut i Libanon för att påbörja sin arabiska musikkarriär. Hon talar flytande svenska, engelska, arabiska och arameiska.

## Diskografi
- 2016 – A sea between us